# Anneke Esaiasdochter

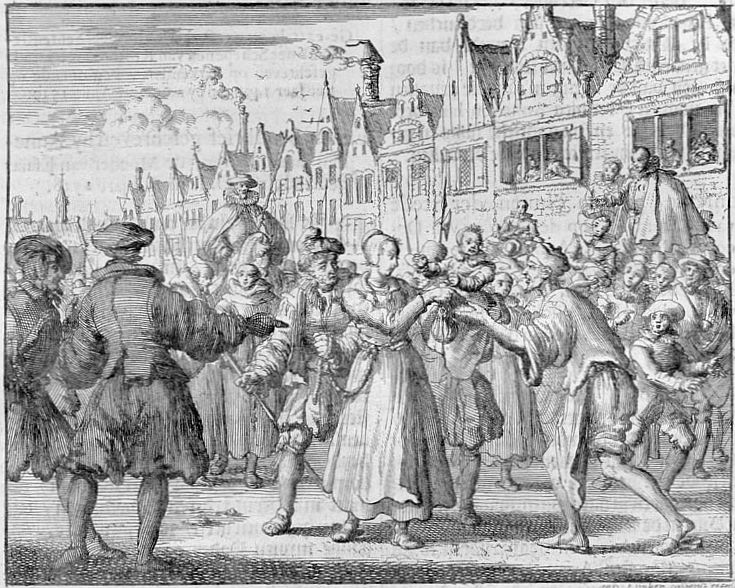
Anneke Esaiasdochter

Anneke Esaiasdochter, mest känd som Anneke Jans, Anna Jansz  eller Anneke van Rotterdam, född ca 1509 i Brielle, död 24 januari 1539 i Rotterdam, var en nederländsk anabaptist. Hon avrättades för kätteri genom drunkning för sin förbindelse med David Jorisz. 
Enligt en känd legend ska hon på väg till avrättningen ha lämnat ifrån sig sin fjorton månader gamla son, Esaias van der Lint, till en främling i folkmassan: hon lämnade då också ifrån sig sitt "testamente" om religiös vägledning, som trycktes första gången 1562. Hon är föremål för flera dikter och en historisk roman och betraktades som en martyr.